# David Rath
Pour les articles homonymes, voir Rath.
David Rath est médecin et homme politique tchèque né le 25 décembre 1965 à Prague. De novembre 2008 à mai 2012, il est gouverneur de la région de Bohême centrale, fonction de laquelle il est contraint de démissionner après un scandale de corruption concernant la passation de marchés publics. Il est condamné définitivement en juin 2019 à sept ans de prison.

## Biographie
Docteur en médecine, David Rath achève ses études à l'Université Charles de Prague en 1990. Il travaille ensuite à l'hôpital général de Prague, puis à l'unité de soins intensifs de l'hôpital universitaire de Motol, toujours à Prague. Il a été médecin-chef des services médicaux de l'Association des Samaritains à Kralupy nad Vltavou. Il exerce actuellement à la clinique de la deuxième faculté de médecine de l'Université Charles et dirige en outre trois petites sociétés privées de soins médicaux.
Il est membre du parti démocratique civique jusqu'en 1994. En 1995, il fonde le "Cercle syndical des médecins", qu'il préside jusqu'en 1998. À l'époque, il critique avec sévérité la politique de santé des autorités tchèques et organise plusieurs grèves des médecins. Cet engagement syndical se double de la poursuite de son engagement politique, d'abord au sein d'un petit parti, le Parti des socialistes nationaux tchèques (SD-LSNS), puis comme indépendant. De novembre 1998 à novembre 2005 il préside l'Ordre des médecins tchèque (Česká lékařská komora).
Le 4 novembre 2005, à la demande du Premier ministre Jiří Paroubek, il devient ministre de la Santé. D'entrée, son activité de ministre sera placée sous le signe de la controverse.
Il est élu le 4 juin 2006 et aussi le 28 mai 2010 à la Chambre des députés tchèque sous les couleurs du parti social-démocrate tchèque.
Le 14 mai 2012, la police anti-corruption procède à son arrestation alors qu'il sort d'une réunion avec la somme de 7 millions de couronnes en liquidité dans un carton à chaussures. Il est accusé avec d'autres détenus d'avoir commis des crimes portant atteinte aux intérêts financiers de l'Union européenne en acceptant des pots-de-vin, de corruption, de négociation d'avantages dans le cadre d'offres publiques et d'enchères publiques. Le 16 mai 2012, il est placé en détention. Il démissionne de ses mandats de représentant régional et de gouverneur de la région de Bohême centrale. Le 4 juin, Zuzana Moravčíková lui succède. En juillet 2015, il est condamné en première instance à 8,5 années de prison et à la confiscation de ses biens à hauteur de 21 millions de couronnes. Il fait appel. Le 26 juin 2019, la Haute Cour de Prague annule le jugement initial de 8,5 ans rendu par le tribunal régional de Prague et condamne l'ancien gouverneur de Bohême centrale à une peine de sept ans d'emprisonnement pour corruption dans le cadre de marchés publics régionaux. En outre, elle le condamne à  une amende de 10 millions de couronnes. Le jugement est définitif.
Dans la deuxième branche de cette affaire de corruption, dans laquelle six personnes et huit entreprises ont été traduites en justice. et dont, selon l'acte d'accusation, les pots-de-vin promis ont dépassé les 60 millions de couronnes tchèques, il est condamné en janvier 2020 à huit ans de prison, peine réduite ensuite à sept ans. En juin 2022, le tribunal de grande instance de Prague confirme la peine de huit ans et lui inflige une amende de 13 millions de couronnes.
David Rath est marié et père de trois enfants.

## David Rath, un homme de controverses
La nomination de David Rath au ministère de la Santé a provoqué de nombreuses réactions défavorable de la part des acteurs du secteur de la santé et des hommes politiques de l'opposition. On lui a reproché d'avoir renvoyé pour des raisons politiques Jiřina Musílková, la directrice de la Sécurité sociale tchèque, d'avoir changé les procédures de fixation des prix des médicaments, d'avoir accru le rôle de l'État dans la santé publique et d'avoir été défavorable à la privatisation de certains services de santé, ainsi que des petites phrases assassines et des déclarations outrancières dans les médias. Sa gestion du ministère a également été mise en cause par les professionnels de la santé : les médecins et les pharmaciens ont protesté par une série d'actions (affiches dans les pharmacie, manifestations devant le ministère de la Santé). Le passage de Rath au ministère a été l'occasion d'un dégraissage puisqu'une centaine d'agents de cette administration (sur 350) ont été licenciés, les moyens budgétaires dégagés ayant été utilisés pour rémunérer ses plus proches collaborateurs arrivés avec lui au ministère. (cf. Respekt, 22-28 janvier 2007)
La nomination par Jiří Paroubek de David Rath le 20 octobre 2005 a provoqué un conflit entre celui-ci et le président Václav Klaus, opposé à la nomination de Rath qui souhaitait conserver la présidence de l'Ordre des médecins tout en étant ministre. Rath réagira à cette attitude en traitant élégamment le président Klaus de « vieillard capricieux » .
L'obstruction de Václav Klaus sera dans un premier temps contournée par le gouvernement Paroubek en nommant Rath premier adjoint auprès de Zdeněk Škromach, le ministre du Travail et des Affaires sociales. Mais Rath finit par abandonner la présidence de l'Ordre des médecins et est nommé ministre de la Santé le 4 novembre 2005.
Le 20 mai 2006, David Rath fait encore parler de lui en recevant une gifle de Miroslav Macek, ancien vice-président du parti démocratique civique, lors d'un colloque de l'Ordre des dentistes tchèques. Une brève altercation s'ensuit, avant que la conférence ne reprenne. Le tout s'est déroulé devant des caméras de télévision. La scène sera montrée à la télévision tchèque mais aussi à l'étranger (diffusion lors de l'édition de 20h du journal de France 2). En giflant Rath, Macek voulait le punir pour avoir raconté qu'il avait épousé sa femme pour son argent.
Avant les élections du président de la Sněmovna, Rath s'illustre encore en qualifiant la candidate du parti démocratique civique, Miroslava Němcová de « personnalité de l'envergure d'un petit kleptomane de self-service ».